# Wolfgang Ganter

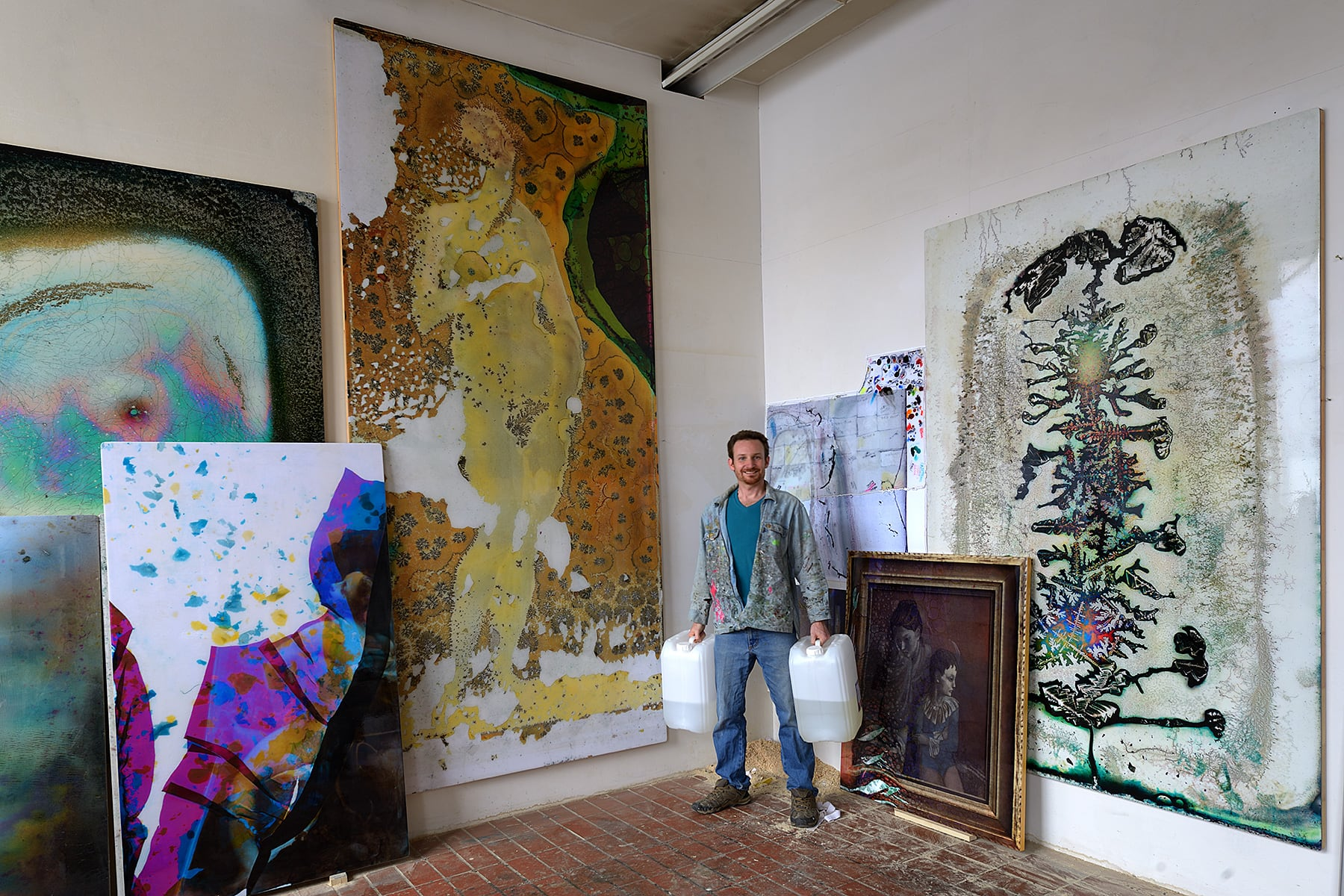
Wolfgang Ganter (2013)

Wolfgang Ganter (* 22. Juni 1978 in Stuttgart) ist ein deutscher Bildender Künstler.
Er arbeitet vor allem mit Bakterienkulturen auf fotografischem Film sowie mit chemischen Reaktionen, die mit Hilfe des Mikroskops vergrößert werden. Seine Werke bedienen sich oft klassischer Gemälde, deren Reproduktionen auf Diapositiv oder Farbnegativ mit Bakterienkulturen infiziert werden. Die Bakterien ernähren sich von den Gelatineschichten des fotografischen Films. Die Fotogelatine fungiert somit als Nährmedium. Dabei evozieren die Bakterien alle darin noch verborgenen Farben und arrangieren diese neu. Jedes Bakterium führt diese Farbgebung auf unterschiedliche Weise durch, so wie jedes auch unterschiedliche Muster und Formen bildet.

## Leben

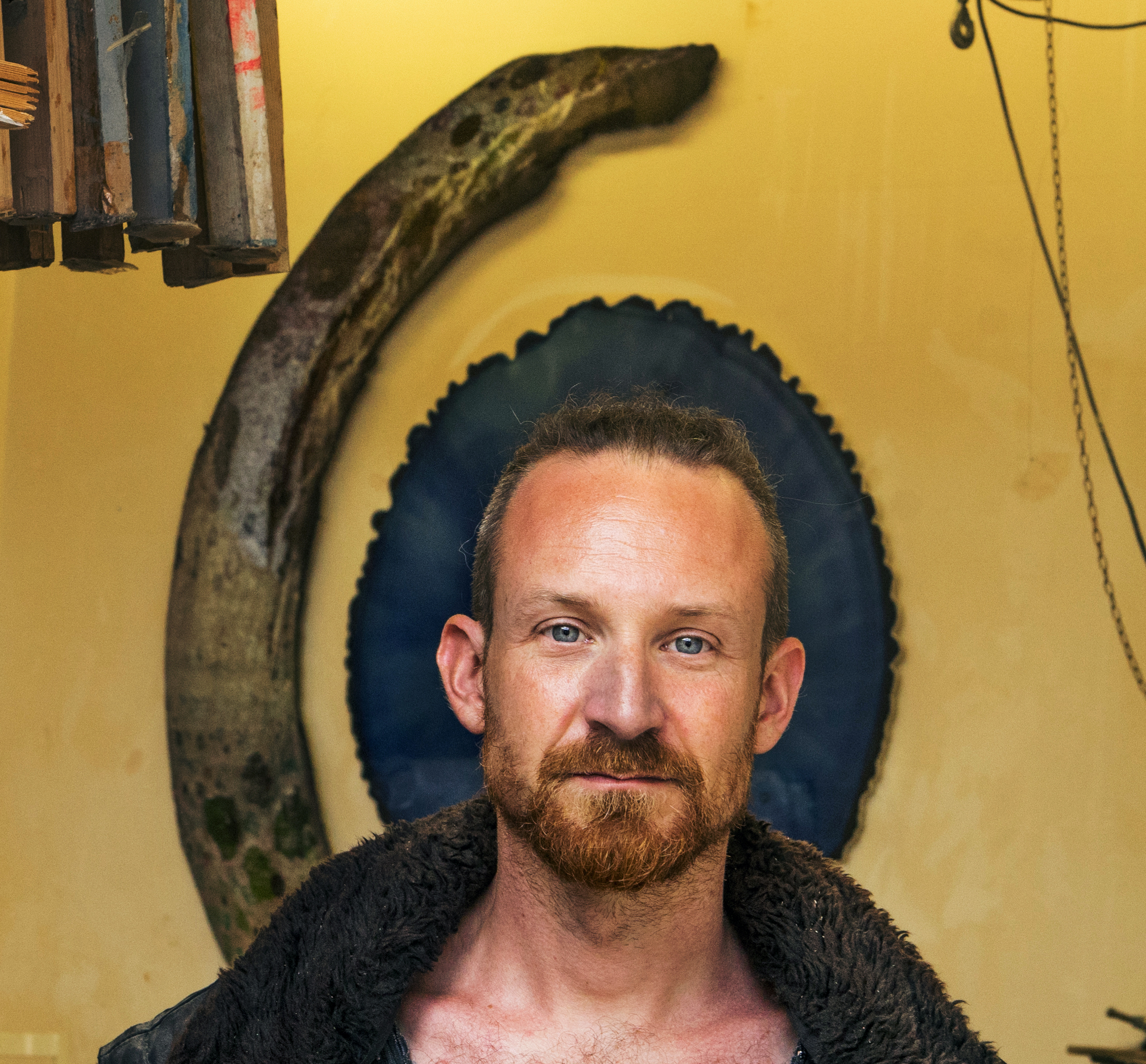
Wolfgang Ganter porträtiert von Konstantin Korchuk (2018)

Wolfgang Ganter studierte Freie Bildende Kunst an der Staatlichen Akademie der Bildenden Künste Karlsruhe bei Anselm Reyle und Andreas Slominski, dessen Meisterschüler er bis 2005 war. Kurz darauf erfolgte sein Umzug nach Berlin.
Ganter kam Anfang der 2000er-Jahre zur Beschäftigung mit Diafilm, indem er sich für weggeworfene Dias auf dem Sperrmüll in Karlsruhe interessierte und Veränderungen am Filmmaterial registrierte, deren Ursache er im Lauf der Jahre mehr und mehr auf den Grund ging. In Kollaboration mit den Experimentalphysikern Eshel Ben-Jacob und Diego Sierra sowie dem Mikrobiologen Klaus Hausmann von der Freien Universität Berlin erforschte er bis 2013 zwei schwarmbildende Bakterienspezies, die sich per chemischer Kommunikation verständigen: Paenibacillus dendritiformis und Paenibacillus vortex. Er vollzog Ben-Jacobs Entdeckung nach, dass sie unter bestimmten Bedingungen wundersame Verästelungen produzieren; allerdings nur in der Petrischale, noch nicht auf seinen Gelantinefilmen.
2016 nahm Ganter an der Art Sci Nexus Convention teil, einer Initiative, die auf die Kuratorin Gandace Goodrich und dem Systembiologen John LaCava zurückgeht. Daraus resultierte eine Einladung ans Gulbenkian Institute (IGC) in Lissabon, wo er mit Ökotrophologen im Labor arbeitete. 2017 experimentierte er im Rahmen eines Sommerkurses an der School of Molecular und Theoretical Biology in Barcelona mit Doktoranden und entwickelte seine Reihe „Works in Progress“ weiter. Im gleichen Jahr wurde er an die Rockefeller University in New York eingeladen, wo er einen Nährfilm herstellen wollte, der den Bakterienstämmen Ben-Jacobs die Gelatine schmackhaft machen sollte. Diese Unternehmung gelang nicht vollständig, doch im Laufe der Jahre hatte Ganter andere Bakterienstämme gefunden, die auf Diafilmgelantine gut gedeihen. Er ersteigerte Diafilme im Internet und erhielt die Erlaubnis, bekannte Werke in Museen wie dem Pariser Louvre zu fotografieren und zu verwenden. Aus Tausenden von ihm mit Bakterien infizierten Aufnahmen wählt er die gelungensten aus, sortiert misslungene aus und schiebt „unreife“ zurück in seinen umfangreichen „Brutkasten“. Seine Zusammenarbeit mit Museen und wissenschaftlichen Institutionen setzt er kontinuierlich fort. 2017 wurde ihm von der Kunsthistorikerin Nanette Salomon des CUNY College of Staten Island die komplette ausrangierte Diathek der Universität zur dauernden Verfügung gestellt.

## Werk
Seine Arbeit mit Bakterien begann Ganter bereits während des Studiums in Karlsruhe. 2004 entstand die erste Werkserie „Bactereality“. Das Rohmaterial bildeten gefundene Dias und Farbnegative.
2005 veröffentlichte Ganter seine Serie „Lost Moments“, die mit fotografisch festgehaltenen Alltagssituationen und touristischen Aufnahmen umgeht. Doch von den ursprünglichen Momenten ist nichts mehr erkennbar. Die Bilder erfahren durch die Behandlung mit Bakterienstämmen einen vollkommenen Transfer zu einer neuen Bildlichkeit. Auch hier kontrollierte Ganter täglich den Bakterienwuchs, der durch Nährmedium, Pilze, Temperatur und Art der Aufzucht bestimmt und schließlich vom Künstler gestoppt wird. Von jedem behandelten Bild versucht Ganter zu lernen und das gelernte später gezielt einzusetzen. Insofern sei das Ergebnis kein reines Zufallsprodukt, sondern eher erzwungener Zufall.
Nach dem Trocknen des behandelten Bildmaterials ist dessen Zustand so stabil, dass er mit dem Mikroskop bis zu 2000 Detailbilder von seinem 24 × 36 mm großen, bakteriell behandelten Film aufnehmen kann. Diese werden dann am Computer wieder nahtlos zu einem vollständigen Bild zusammengefügt. Auf diese Weise sind Abzüge vom Kleinbildformat in jeder Größe realisierbar. Die ursprüngliche Vergrößerungsgrenze durch das Filmkorn wird durch diese organische bakterielle Interpolation ins fast Unendliche überschritten. Je tiefer man in das Bild vordringt, umso mehr neue detailreiche Welten erschließen sich dem Betrachter.
Die Serie „Lost Moments“ hinterfragt nach Ganters Aussage „das Medium der Fotografie als beweiskräftiges, dokumentarisches Werkzeug jenseits von digitaler Bildmanipulation“. Die Wirkung der Bakterienkulturen auf die Chemie der Fotoemulsion werde zum ästhetischen und inhaltlichen Ausdrucksmittel. Einerseits werde eine neue Wirklichkeit geschaffen, andererseits werde der Materialaufbau des analogen Filmmaterials sichtbar und die Fotografie durch die Zerstörung des ursprünglichen chemischen Aufbaus als „illusionsstiftendes Medium entlarvt“.
Auf Basis der bereits existierenden Serien entstand 2006 „Works in Progress“, die mit klassischen, in Museen fotografierten Gemälden arbeitet. Die steuernden Eingriffe begannen hier damit, dass Ganter die oft großformatigen Reproduktionen im Kleinbildformat auf Film vervielfältigte. So konnte er ein Motiv immer wieder aufs Neue mit verschiedenen Bakterienkulturen „beimpfen“. Der durch Nährmedium, Pilze, Temperatur und Art der Aufzucht beeinflusste, unterschiedliche Bakterienwuchs wurde täglich kontrolliert und schließlich von Bild zu Bild unterschiedlichen Zeitpunkten gestoppt.
2019 begann Ganter die Arbeit an der Serie „Micropaintings“. Zu ihrer Herstellung tropfte er mit einer Mikropipette zwei oder mehrere Chemikalien auf einen 5 × 5 Zentimeter großen Glasträger und dokumentiere eine mögliche chemische Reaktion umgehend fotografisch unter dem Mikroskop, dies mit Hilfe von Stitching- und Stacking-Techniken aus Tausenden von Bildern. Bei einem einzelnen Foto, mit zehn- bis zwanzigfacher Vergrößerung, wäre nur eine Haarlinie „inmitten eines Meeres von chemischer Reaktion“ scharf erkennbar. Deshalb müssen von jedem Ausschnitt erst verschiedene Schärfeebenen aufgenommen und zusammengerechnet werden (Stacking), um anschließend die Sektionen am Computer wieder zusammenzusetzen (Stitching). Das fertig zusammengesetzte Bild wird als Echtpigmentprint abgezogen und auf einen Holzträger kaschiert und abschließend mit einer Schicht aus gegossenem, klarem Kunststoff versiegelt. An der Entstehung des Werkes sind hauptsächlich sogenannte selbstorganisatorische Prozesse beteiligt. Als Selbstorganisation wird in der Systemtheorie eine Form der Systementwicklung bezeichnet, bei der die formgebenden, gestaltenden und beschränkenden Einflüssen von den Elementen des sich organisierenden Systems selbst ausgehen. In Prozessen der Selbstorganisation werden höhere strukturelle Ordnungen erreicht, ohne dass erkennbare äußere steuernde Elemente vorliegen.
Da dem Künstler große Teile des künstlerischen Schaffensprozesses vom Medium selbst „abgenommen werden“, hat laut Ganter jedes Werk das Potential, weit über seine eigenen Fähigkeiten hinauszuwachsen. Die Analogie zu den Formen und Strukturen bei Aufnahmen von zum Beispiel dem Hubble-Teleskop, mikroskopischen Aufnahmen oder Google Earth überraschten ihn oft selbst.

## Wertungen
„Die Werke Ganters weisen ein beträchtliches Ausdrucksspektrum auf, (…) medial zwischen Malerei und Fotografie verortet, stilistisch als abstraktes Informel oder als farbenprächtiger Bio Pop charakterisiert, methodisch als Palimpsest, Appropriationskunst oder als assistiertes Readymade bezeichnet. Die Weiterverarbeitung von found footage (…) trifft ebenso zu. Bei dergestalt komplexen Produktionsprozessen mögen puristische Kategorien nicht mehr so recht greifen. Im Sinne des New Materialism oder einer Akteur-Netzwerk-Theorie könnte man durchaus auch Handlungskraft und gestalterische Wirkmacht auf die involvierten Insekten, Mikroben und Materialien übertragen.“

## Ausstellungen (Auswahl)
- 2005: Der Tod ist kein Beinbruch, Karl Heinz Meyer Gallery, Karlsruhe
- 2006: Shake Hands, Förderkreis Kunst und Kultur Offenburg
- 2008: Seasick, Baer Ridgway Exhibitions, San Francisco
- 2009: Accidentanalysis, Maud Piquion Gallery, Berlin
- 2011: Inside, Inside, Cultuurwerf, Flushing
- 2012: Bakterialiät, Olsson Gallery, Stockholm
- 2012: Informell Logic, Eli Ridgway Gallery, San Francisco
- 2012: Misremember, Kunststiftung Baden-Württemberg
- 2013: TransPORT, Westwerk, Hamburg
- 2013: Misremember, Rathaus Stuttgart
- 2013: Decompositione, Kunststiftung Baden-Württemberg
- 2014: Afterglow, Reiter Gallery, Leipzig
- 2014: Bactereality, Städtische Galerie, Tuttlingen
- 2015: Casus Coactus, Burster Gallery, Berlin
- 2016: Regeneratio, Berlin Hyp, Berlin
- 2017: Wolfgang Ganter, Gallery of the College of Staten Island, New York City
- 2017: Wolfgang Ganter, Rockefeller University, New York City
- 2017: Chef d’Euvre Brisé, Ambacher Contemporary, Paris
- 2018: Parvus Miraculum, Burster Gallery, Karlsruhe
- 2018: Chef d’Euvre Brisé, Ambacher Contemporary, München
- 2019: Parvus Miraculum, Burster Gallery, Berlin
- 2019: Parvus Miraculum, Olsson Gallery, Stockholm
- 2019: Prima Materia, Kunstverein Kunsthaus Potsdam
- 2024: Lokalinfektion, Zentralinstitut für Kunstgeschichte, München[7]

## Preise (Auswahl)
- 2001: Preis der Staatlichen Akademie der Bildenden Künste Karlsruhe
- 2004: Preis der Heinrich-Hertz-Gesellschaft
- 2005: Preis des Förderkreises Kunst und Kultur Offenburg
- 2005: Graduiertenstipendium Landesstiftung Baden-Württemberg
- 2010: Residenzstipendium Cité Internationale des Arts, Paris
- 2012: Arbeitsstipendium Stiftung Kunstfonds Bonn[8]
- 2012: Arbeitsstipendium Kunststiftung Baden-Württemberg
- 2015: Preis der Positions Artfair Berlin